# سيلفان أندرتون
سيلفان أندرتون (بالإنجليزية: Sylvan Anderton)‏ هو لاعب كرة قدم بريطاني في مركز الوسط، ولد في 23 نوفمبر 1934 في ريدنغ في المملكة المتحدة. لعب مع كوينز بارك رينجرز ونادي تشيلسي ونادي دوفر ونادي ريدنغ.